# 螋艾狼蛛
螋艾狼蛛（学名：Evippa soderbomi）为狼蛛科艾狼蛛属的动物。分布于蒙古以及中国大陆的内蒙古、新疆等地，主要栖息于农田。该物种的模式产地在内蒙古。